# Chodsigoa caovansunga
Chodsigoa caovansunga là một loài động vật có vú trong họ Chuột chù, bộ Soricomorpha. Loài này được Lunde, Musser & Son mô tả năm 2003.